# Kirche der Lebensspendenden Quelle (Wuppertal)

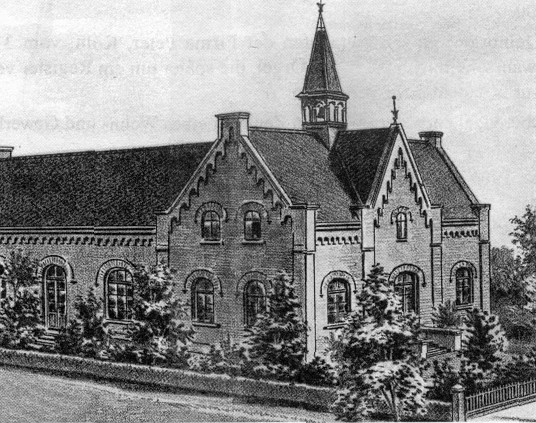
Zeichnung von 1908

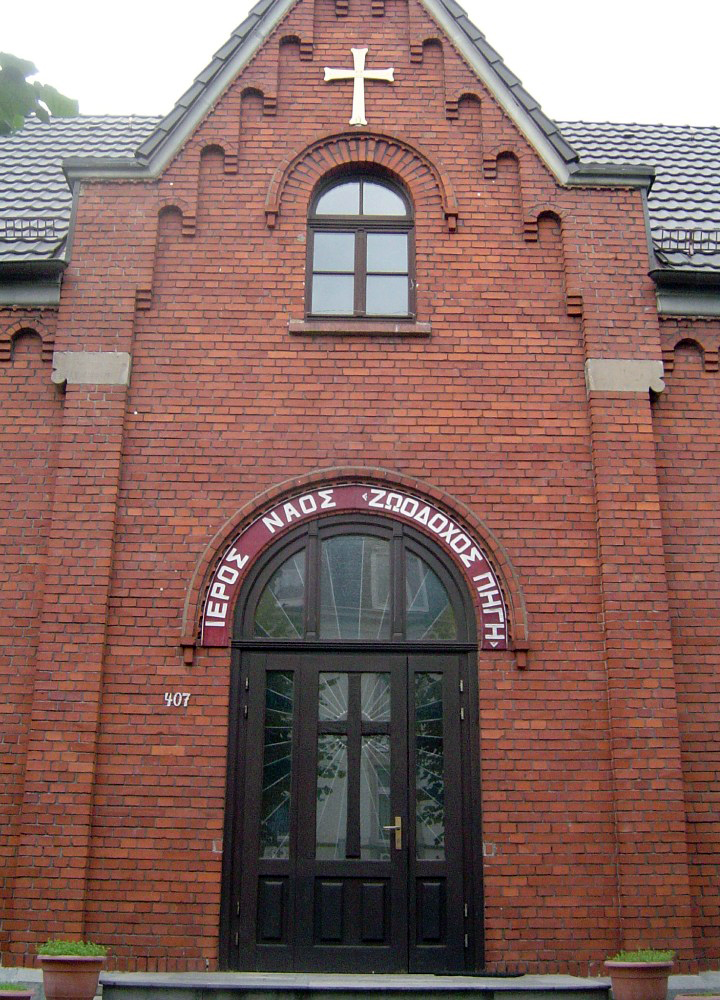
Eingang

Die Kirche der Lebensspendenden Quelle (griechisch Ιερός Ναός Ζωοδόχου Πηγής, Ierós Naós Zoodóchou Pigís) im Stadtbezirk Uellendahl-Katernberg ist die Kirche der griechisch-orthodoxen Gemeinde in Wuppertal.

## Beschreibung
Das nach Norden ausgerichtete Gebäude erhebt sich auf einem rechteckigen Grundriss. Zur Straße hin liegt ein Querriegel, dessen Fassade durch einen übergiebelten Mittelrisalit in drei Teile gegliedert ist, dahinter befindet sich der Kirchsaal. Der Bau ruht auf einem grauen Sockel und ist fast gänzlich mit roten Ziegeln verblendet, die mit zahlreichen flach-plastischen Elementen die Fassaden gliedern. Auf dem Schnittpunkt der Firstlinien der sich kreuzenden Satteldächer saß ursprünglich ein Dachreiter, der als Glockenturm diente.
Zur Ausstattung gehören eine größtenteils in Griechenland gefertigte, handgeschnitzte hölzerne Ikonostase mit einer auf Leinwand gemalten Ikone der Muttergottes, die mit 15 m² eine der größten Europas ist.

## Geschichte
Das Gebäude wurde 1896 nach Plänen von Christian Gerhard als Gemeindehaus der reformierten Gemeinde Elberfeld für die Gläubigen in Uellendahl erbaut und enthielt eine Kapelle für 350 Personen sowie eine Küsterwohnung. Nach dem Zweiten Weltkrieg wurden die Gemeinderäume angesichts der stark wachsenden Bebauung des Uellendahler Nordens bald zu klein, und ein neues Gemeindezentrum am Röttgen wurde erbaut. Die Kapelle wurde 1967 an die griechisch-orthodoxe Gemeinde Wuppertals verkauft und am 31. März 1967 unter Teilnahme einiger kirchlicher und politischer Prominenz der Gottesmutter geweiht.
Das Gebäude steht seit 1991 wegen seiner „soliden und guten Qualität der Architektur und des Dekors“ als „Beispiel für die Architekturauffassung der Zeit“ unter Denkmalschutz.
Im Februar 2013 erhielt die griechische Gemeinde vom Metropolit Pavlos eine Reliquie des Mönchspriester Georgios Karslidis.